# Calliathla
Calliathla é um gênero de mariposa pertencente à família Acrolepiidae.